# Rion-des-Landes
Rion-des-Landes é uma comuna francesa na região administrativa da Nova Aquitânia, no departamento Landes. Estende-se por uma área de 116,45 km². Em 2010 a comuna tinha 3 054 habitantes (densidade: 26,2 hab./km²).